# Liparis tridens
Liparis tridens är en orkidéart som beskrevs av Friedrich Fritz Wilhelm Ludwig Kraenzlin. Liparis tridens ingår i släktet gulyxnen, och familjen orkidéer. Inga underarter finns listade i Catalogue of Life.